# Notiophilus sylvaticus
Notiophilus sylvaticus – gatunek chrząszcza z rodziny biegaczowatych i podrodziny leszowych.

## Taksonomia
Gatunek ten opisany został po raz pierwszy w 1833 roku przez Johanna Friedricha von Eschscholtza.

## Morfologia
Chrząszcz o ciele tęższym w zarysie niż u podobnego N. nemoralis. Głowa jest trochę mniejsza niż u N. nemoralis i ma na czole pięć wzdłużnych bruzd między szerszymi bocznymi rowkami. Czułki są ciemne z jasnymi nasadami. Przedplecze jest mocniej poprzeczne i słabiej z tyłu zwężone niż u N. nemoralis; boczne krawędzie przedplecza są prawie proste. Pokrywy są czarne z mosiężnym połyskiem metalicznym, zawsze z parą pełnych bladożółtych pasów w najbardziej zewnętrznych międzyrzędach. Na każdej pokrywie znajdują się dwa wierzchołkowe chetopory (punkty szczecinkowe). Występują zarówno osobniki o skrzydłach tylnych w pełni wykształconych (formy długoskrzydłe), jak i osobniki nielotne o skrzydłach skróconych (formy krótkoskrzydłe).

## Ekologia i występowanie
Owad rozmieszczony od nizin po piętro subalpejskie i alpejskie w górach, osiągający rzędne od 0 do 1829 m n.p.m. Zamieszkuje tereny otwarte do lekko zacienionych, w tym łąki i tereny o żwirowatym podłożu w otwartych, np. sosnowych lasach.
Aktywne osobniki dorosłe obserwuje się od lutego do października, przy czym nowe ich pokolenie ukazuje się od czerwca do sierpnia. Najaktywniejsze są w dni słoneczne, natomiast przy pogodzie pochmurnej lub chłodnej kryją się pod luźną korą powalonych kłód, w ściółce, pod leżącym drewnem, wśród igliwia, mchów i pod kamieniami.
Gatunek nearktyczny o zachodnioamerykańskim typie rozsiedlenia. W Kanadzie podawany jest z Kolumbii Brytyjskiej i Quebecu. W Stanach Zjednoczonych znany jest z Alaski, Idaho, Kalifornii, Oregonu, Nowego Meksyku i Waszyngtonu.